# Pro-Pain

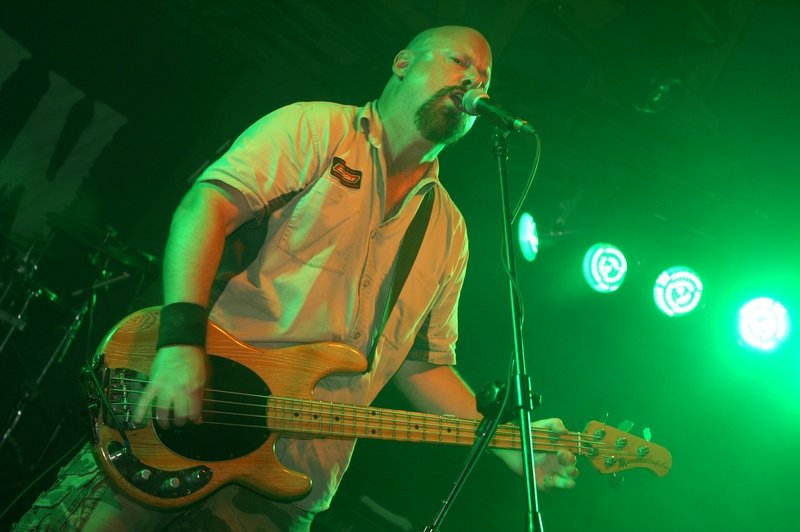
Gary Meskil z zespołem Pro-Pain na koncercie w Katowicach, rok 2011

Pro-Pain – amerykański zespół metalowy założony w 1992 roku, powstał po rozpadzie hc punkowej grupy Crumbsuckers. Początkowo wykonywał hardcore utrzymany w duchu takich zespołów jak Biohazard, czy Spudmonsters, ale później obrócił się w stronę groove/thrash metalu. W swoich tekstach Pro-Pain porusza tematy rebelii, społeczeństwa i nienawiści.

## Muzycy

### Aktualni członkowie
- Gary Meskil – wokal, gitara basowa
- Adam Philips – gitara
- Matt Sheridan  – gitara
- Jonas Sanders – perkusja[3]

### Byli członkowie
- Dave Chavarri – perkusja (1997–1998)
- Dan Richardson – perkusja (1991–1997)
- Mike Hanzel – perkusja (1998)
- Eric Matthews – perkusja
- J.C. Dwyer – perkusja
- Nict St. Denis – gitara (1994–1995)
- Rob Moschetii – gitara (1996–1998)
- Mike Hollman – gitara (1994–1995)
- Eric Klinger – gitara
- Tom Klimchuck – gitara
- Marshall Stevens – gitara
- Rick Havlerson – perkusja

## Dyskografia

### Albumy
- 1992 Foul Taste of Freedom
- 1994 The Truth Hurts
- 1996 Contents Under Pressure
- 1998 Pro-Pain
- 1999 Act of God
- 2000 Round 6
- 2001 Road Rage (LIVE)
- 2002 Shreds of Dignity
- 2003 Run for Cover (album z coverami)
- 2004 Fistful of Hate
- 2005 Prophets of Doom
- 2007 Age of Tyranny – The Tenth Crusade
- 2008 No End In Sight
- 2010 Absolute Power
- 2012 Straight To The Dome
- 2013 The Final Revolution
- 2015 Voice Of Rebellion

### Single
- 1994 State of Mind
- 1996 Gunya Down
- 1998 Time

### Kompilacje
- 1998 Best of Pro-Pain
- 2005 Best of Pro-Pain II